# سرود آسه‌آن
سرود آسه‌ان سرود رسمی انجمن ملل آسیای جنوب شرقی است. متن سرود نوشتهٔ پایوم والایپاچرا و موسیقی اثر کیتیخون سودپرسرت است.